# Juicio Circuito Camps
Entre 2011 y 2012, se llevó a cabo el juicio «Circuito Camps». En el mismo, fueron juzgados hechos realizados en seis de los 29 centros clandestinos de detención que constituyeron el circuito, a saber: la Brigada de Investigaciones de La Plata, la Brigada de Investigaciones de San Justo, el Centro de Operaciones Tácticas I (COT I), la Comisaría 5.ª de La Plata, el Destacamento Policial de Arana —también conocido como el «Pozo de Arana»— y la Subcomisaría de Don Bosco —también conocida como «Puesto Vasco».
Inició el 12 de septiembre de 2011 y terminó el 19 de diciembre de 2012.
Fue uno de los numerosos juicios realizados en el marco de los Procesos de Memoria, Verdad y Justicia.

## Contexto
Los juicios por delitos de lesa humanidad  son los procesos llevados a cabo por la violaciones a los derechos humanos realizados en el marco del terrorismo de Estado ocurrido durante la última dictadura militar en la Argentina entre 1976 y 1983.
En 2003, las leyes de Obediencia Debida y Punto Final fueron declaradas inconstitucionales por la Corte Suprema de Justicia de la Nación y en 2005 fueron declaradas nulas por el Congreso argentino. Con este nuevo marco legal muchos de los juicios sobre los crímenes de lesa humanidad fueron reabiertos entre ellos los del denominado Circuito Camps. 

## Desarrollo
El juicio denominado Circuito Camps fue llevado adelante por el Tribunal Oral Federal (TOF) N° 1 de La Plata, presidido por el Dr. Carlos Rozansky y constituido por los jueces marplatenses Dr. Mario Portela y Dr. Roberto Falcone. Comenzó el 12 de septiembre de 2011 y el 19 de diciembre de 2012 se dio lectura a la sentencia. En el transcurso del debate se abordaron hechos acaecidos en seis Centros Clandestinos de Detención (CCD) de los 29 totales que conformaban el circuito: la Brigada de Investigaciones de La Plata (BILP), la Brigada de Investigaciones de San Justo (BISJ), la Comisaría 5.ª de La Plata, el Destacamento de Arana, la Subcomisaría de Don Bosco «Puesto Vasco» en Quilmes y el Comando de Operaciones Tácticas 1 (COT1) en Martínez.
El juicio abarcó las torturas y desaparición de los jóvenes de la Unión de Estudiantes Secundarios secuestrados en 1976 durante la Noche de los Lápices, el ataque a la casa de la calle 30 donde policías y militares asesinaron a cuatro militantes montoneros y robaron a la nieta de tres meses de María Isabel Chorobik de Mariani en la ciudad de La Plata, el secuestro y torturas a Jacobo Timerman, y los crímenes cometidos contra la familia Graiver, Adriana Calvo y Jorge Julio López.

## Imputados
En el juicio fueron juzgados 26 represores entre expolicías y exmilitares, por primera vez se juzgó a un civil con rango de ministro durante la dictadura: Jaime Lamont Smart, exministro de Gobierno bonaerense. En las 90 audiencias que se llevaron a cabo quedaron involucradas 280 víctimas. Para ello se citaron a declarar a más de 400 testigos entre sobrevivientes de los CCD, familiares, amigos y especialistas o testigos de concepto. Los imputados de esta megacausa eran 26 al iniciarse el proceso, de los cuales tres fallecieron en el transcurso: 
- Ibérico Manuel Saint Jean (falleció durante el juicio, el 5 de octubre de 2012). Gobernador de facto de la provincia de Buenos Aires entre el 8 de abril de 1976 y el 29 de marzo de 1981.
- Alejandro Agustín Arias Duval (falleció durante el juicio, el 25 de mayo de 2012). Coronel del Ejército Argentino. jefe del Destacamento de Inteligencia 101, dependiente del Regimiento 7, Área Operacional 113 del I Cuerpo de Ejército.
- Rubén Oscar Páez (falleció durante el juicio, en febrero de 2012). jefe de la Brigada de Investigaciones de La Plata.[4]

## Condenas
Los condenados a prisión perpetua fueron el abogado Jaime Lamont Smart, el militar Rodolfo Aníbal Campos, y los policías Miguel Osvaldo Etchecolatz, Hugo Alberto Guallama, Carlos García, Domingo Almeida, Horacio Elizardo Lujan, Luis Vicente Patrault, Norberto Cozzani, Miguel Kearney, Fernando Svedas, Bernabé Jesús Corrales, Raúl Orlando Machuca, Julio César Arguello, Mario Víctor Sita y Roberto Omar Grillo.
También fueron condenados a 25 años de cárcel a los policías Eros Amílcar Tarela y Jorge Antonio Bergés, a 18 años a Roberto Antonio Cabrera, a 15 a Sergio Arturo Verduri, a once años a Pedro Antonio Ferriole y Daniel Jorge Lencinas, y a dos años de cumplimiento efectivo a Santiago Antonini.
La totalidad de los imputados fueron calificados como autores directos de los crímenes que cometieron. Además, el TOF1 consideró que las conductas de los imputados importaron la comisión del delito de genocidio, ya que sus acciones se dirigieron inequívocamente al exterminio de un grupo nacional. Sin embargo, como esta tipificación (genocidio) fue introducida en los alegatos y no al momento de la elevación a juicio correspondió aplicar los tipos penales y las penas previstas en el derecho interno en función de que configuran delitos de lesa humanidad.